# Jégvarázs: Északi fény
A Jégvarázs: Északi fény (eredeti cím: Frozen: Northern Lights) 2016-os amerikai fantasy sorozat a 2013-as Jégvarázs című Disney animációs film alapján. Könyvsorozatként indult 2016. július 5-én a Random House kiadásában. Szerzője Suzanne Francis. Miután a könyvsorozat megjelent, bejelentették, hogy egy rövid sorozatot készít a LEGO. 
Amerikában a Disney Channel mutatta be 2016. december 9-én. Magyarországon is a Disney Channel mutatta be 2017. január 12-én.
Anna, Elza és a többiek megpróbálják visszaállítani az északi fény csillogását, és szembe kell nézniük Little Rockkal.

## Szereplők
| Név        | Eredeti hang          | Magyar hang     |
| ---------- | --------------------- | --------------- |
| Anna       | Kristen Bell          | Vágó Bernadett  |
| Elza       | Idina Menzel          | Farkasházi Réka |
| Kristoff   | Jonathan Groff        | Magyar Bálint   |
| Sven       | Frank Welker          | Magyar Bálint   |
| Olaf       | Josh Gad              | Seder Gábor     |
| Pabbie     | Ciarán Hinds          | TBA             |
| Oaken      | Chris Williams        | Rajkai Zoltán   |
| Troll lány | Ashlyn Faith Williams | Pál Zsófia      |

## Magyar változat[4]
- Magyar szöveg:Boros Karina
- Hangmérnök: Böhm Gergely
- Vágó: Wünsch Attila
- Gyártásvezető: Újréti Zsuzsa
- Szinkronrendező: Nikodém Gerda
- Produkciós vezető: Máhr Rita
- Magyar hangok: Czvetkó Sándor – Troll papa; Szirtes Marcell – Gyerek troll
- További magyar hangok: Fekete Zoltán, Gubányi György István

## Epizódok
| #  | Eredeti cím                   | Magyar cím                    | Eredeti premier    | Magyar premier   |
| -- | ----------------------------- | ----------------------------- | ------------------ | ---------------- |
| 1. | Race to Lookout Mountain      | A verseny                     | 2016. december 10. | 2017. január 12. |
| 2. | Out of the Storm              | A vihar                       | 2016. december 11. | 2017. január 19. |
| 3. | The Great Glacier             | A nagy gleccser               | 2016. december 12. | 2017. január 26. |
| 4. | Restoring the Northern Lights | Az Északi fény visszaszerzése | 2016. december 13. | 2017. február 2. |

## Könyvek
- Journey To The Lights (2016. július 5.)
- Kristoff's Crystal Adventure (2016. szeptember 6.)
- Oaken's Invention (2016. szeptember 6.)
- Our Adventure Notebook (2016. november 1.)
- Let It Glow (2017. július 25.)